# Dorothy Flagg Leet
Pour les articles homonymes, voir Leet.
Dorothy Flagg Leet, née à New York le 18 décembre 1894 et morte le 3 mars 1994 à Hightstown, dans le New Jersey, est directrice de Reid Hall à Paris de 1927 à 1938, puis de 1946 à 1964. Elle est présidente de la Fédération internationale des femmes diplômées des universités de 1953 à 1956.

## Biographie
Dorothy Flagg Leet naît à New York en 1894. Elle est la seconde fille de George Edwin Leet et Ada Pauline Windsor. Son père est un homme d'affaires, ancien de l’Église épiscopalienne, sa sœur, Helene Leet, est professeure de latin et d'anglais et présidente de l'association des enseignantes d'école privée. Elle fait des études d'économie au Barnard College où elle est membre à plusieurs associations, notamment la Young Women's Christian Association, et elle obtient son diplôme en 1917. Après l'obtention de son diplôme, elle travaille à Barnard College, où elle conseille les étudiants dans les domaines du logement et des activités sociales. Elle adhère à la Fédération internationale des femmes diplômées des universités (IFUW). 
Elle devient secrétaire de Reid Hall à Paris en 1924 et elle travaille sous la direction de Louisa K. Fast, première directrice de l'American University Women's Club renommé Reid Hall en 1928, puis elle lui succède en 1927 en tant que faisant fonction, puis de directrice. En 1938, à l'approche de la guerre, Dorothy Leet rentre à New York et devient secrétaire de la Foreign Policy Association. Elle retourne à Paris en 1946, pour évaluer la situation à Reid Hall, avec le titre de présidente à partir de 1947,. Elle établit la branche française de l'IFUW rue de Chevreuse. Elle visite régulièrement les universités américaines, plus d'une trentaine, pour expliquer les objectifs de Reid Hall, et elle crée des universités d'été à Paris. Sous sa direction, la rue de Chevreuse devient progressivement un centre d'étude, siège de plusieurs universités américaines. Leet tient Virginia Gildersleeve, doyenne de Barnard College, et la direction new-yorkaise informées de la situation de Reid Hall. Elle invite régulièrement des personnalités à Reid Hall, pour des réceptions, des dîners, ou pour des conférences. Reid Hall devient mixte au début des années 1950. En 1964, L'université Columbia devient propriétaire du site et Dorothy Leet prend sa retraite. L'AFDU donne une cérémonie d'adieu le 26 février 1965.
Elle est présidente de la Fédération internationale des femmes diplômées des universités de 1953 à 1956 et visite durant son mandat la plupart des 54 associations nationales. 
Elle meurt à 99 ans, le 3 mars 1994 dans une maison de santé à Hightstown, dans le New Jersey.

## Distinctions
- Docteure honoris causa de l'université Rutgers (Douglass College, 1954) et de Smith College (1954).
- Officier de la Légion d'honneur (1949) (décoration remise par Louis Joxe, alors directeur général des relations culturelles[2]
- Commandeur des Palmes académiques (1959)
- Commandeur de l'ordre national du Mérite (1974)